# Pascaline Nenda
Pascaline Nenda, née en 1984 au Cameroun, est originaire de la région de l’Ouest. Elle est la promotrice de Lamana, une startup qui produit et commercialise des céréales infantiles pour les nourrissons et enfants en bas âge.

## Biographie

### Parcours académique
Pascaline Nenda fait ses études maternelles et primaires dans les écoles liées à la Cathédrale de Bafoussam. Elle poursuit ses études secondaires dans la même localité et s’en va à Douala où elle obtient son Brevet d’études du premier cycle (BEPC), son probatoire et son baccalauréat. Sa famille souhaitait qu’elle poursuive ses études en Europe. Pascaline Nenda choisit plutôt l’Université de Douala. Ensuite, elle s’inscrit à l’Institut supérieur de management (ISMA) où elle étudie la communication d’entreprise et obtient un BTS de marketing et communication en 2008,.

### Parcours professionnel
En 2009, elle commence sa carrière comme archiviste au sein de l'agence de régulation des marchés publics de Yaoundé. L'année suivante, elle entre comme assistante du service marketing dans une entreprise agroalimentaire du secteur privé, Taless Dry foods. Deux ans plus tard, elle prend une année sabbatique pour se consacrer à sa fille nouvellement née. C'est à cette occasion et après un séjour dans son village d'origine qu'elle décide d'adopter une nourriture locale pour sa fille, en utilisant fruits tropicaux et tubercules locaux.
Elle démarre son activité en 2013, en produisant et vendant  des céréales infantiles instantanées pour nourrissons et enfants en bas âge et met en place la marque Blesolac. Elle agit alors avec des moyens très limités, enveloppant ses productions dans du papier ordinaire et démarchant en porte à porte pour la commercialisation,. En 2017, elle crée officiellement son entreprise, Lamana. Lamana entend  répondre aux besoins alimentaires pour nourrissons et jeunes enfants à base des produits locaux comme la farine locale sans gluten, de la farine de soja, des purées de fruits et des purées de tomates pour bébé. Cette startup est bénéficiaire du projet Start-up 237: 100 projets made in camer,. En 2023, elle est accompagnée par un groupe d'investisseurs pour restructurer son entreprise et en accélérer le développement.